# إنريكي سانشيز (عداء سريع)
إنريكي سانشيز (بالإسبانية: Enrique Sánchez)‏ هو عداء سريع مكسيكي، (و. 1909  م).

## وصلات خارجية
- إنريكي سانشيز على موقع أوليمبيديا (الإنجليزية)